# Darnell Hinson
 (mai 2018).
Darnell Hinson, né le 28 mai 1980, à Muskogee, en Oklahoma, est un joueur américain de basket-ball. Il évolue au poste de meneur.

## Palmarès
- All-Star DBL 2006, 2007